# Engelberga
Engelberga (sau Angilberga) (d. între 896 și 901), membră a familiei Supponizilor, a fost soția împăratului Ludovic al II-lea.
Engelberga era probabil fiica ducelui Adelchis I de Spoleto. Ea s-a căsătorit cu împăratul Ludovic al II-lea la 5 octombrie 851, căsătoria durând până la moartea acestuia, la 12 august 875. Ca împărăteasă, ea a exercitat o puternică influență asupra soțului. Ca urmare, familia Supponizilor a prosperat pe parcursul domniei acestuia. 
În 868, Engelberga a devenit abatesă de San Salvatore în Brescia, un convent cu o adevărată istorie a abateselor regale. În 896, a devenit abatesă a propriei sale fundații San Sisto din Piacenza.
În ianuarie 872, aristocrația a încercat să o îndepărteze de la putere, pe motivul că nu a dat naștere niciunui moștenitor masculin. În schimb, împăratul Ludovic a început negocierile cu Ludovic Germanul, regele din Francia Răsăriteană, pentru a-i acorda acestuia moștenirea Imperiului. Pentru a o pune pe Engelberga pe linie moartă, nobilimea l-a ales pe Carol cel Pleșuv, regele din Francia occidentală, atunci când Ludovic a murit. Boso al V-lea de Arles, un credincios al lui Carol, a răpit-o pe Engelberga și pe singura sa fiică rămasă în viață, Ermengarda. Pe aceasta din urmă a silit-o să îl ia de soț în iunie 876, în același timp în care regele Charles "cel Pleșuv" l-a numit guvernator în Italia sub titlul de dux.
Odată Engelberga înlăturată, Boso s-a autoproclamat rege de Provence în 15 octombrie 879. Ca rezultat, Engelberga a fost alungată în Suabia. După ce forțele lui Carol cel Gras au ocupat Vienne în 882, Engelbergăi i s-a permis să revină în Italia, fiindu-i confirmat posesiunile.